# Gostkovo
Gostkovo (en rus: Гостьково) és un poble de l'óblast de Sverdlovsk, a Rússia, segons el cens del 2010 tenia 98 habitants.